# James Madison Lee

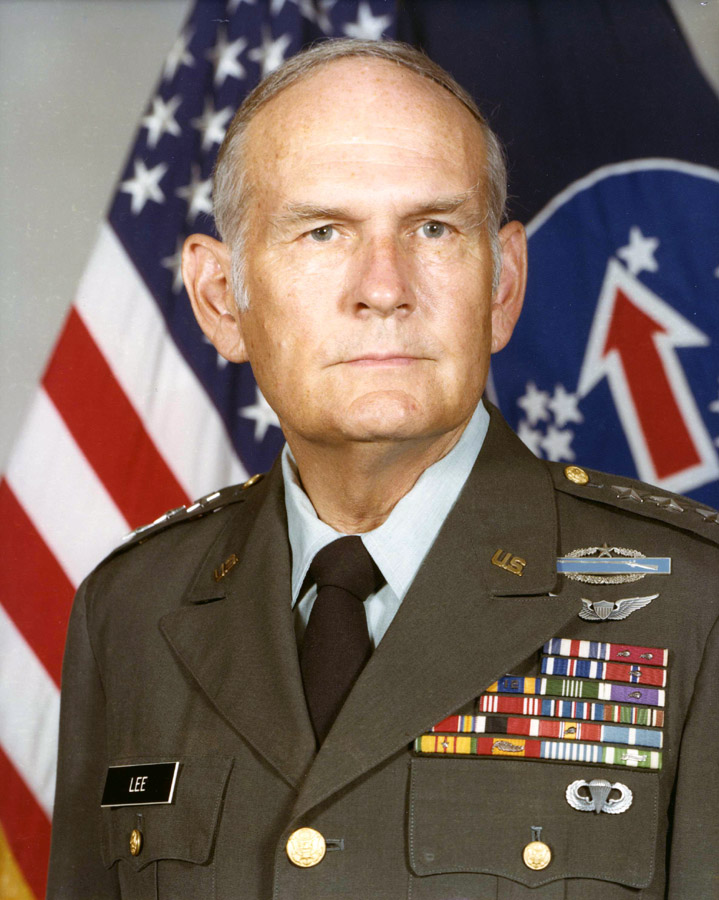
James M. Lee

James Madison Lee (* 15. Oktober 1926 in Wilmington, New Hanover County, North Carolina; † 11. September 2017 ebenda) war ein Generalleutnant der United States Army.
James Lee war der Sohn von Fitzhugh Lee und dessen Frau Bessie Fitzhugh Foy. Er wurde in Scotts Hill, einem Stadtteil von Wilmington, geboren. Im Jahr 1944 absolvierte er die New Hanover High School. Anschließend trat er dem United States Army Air Corps bei, in dem er in der Endphase des Zweiten Weltkriegs als einfacher Soldat diente und dabei auch nach Deutschland gelangte. Danach durchlief er bis 1950 die United States Military Academy in West Point. Nach seiner Graduation wurde er als Leutnant der Infanterie zugeteilt. In der Armee durchlief er anschließend alle Offiziersränge bis zum Dreisterne-General.
Im Lauf seiner militärischen Karriere absolvierte Lee verschiedene Kurse und Schulungen. Dazu gehörten unter anderem das Amherst College, das Air Command and Staff College, das Armed Forces Staff College und das United States Army War College.
In seinen jüngeren Jahren absolvierte er den für Offiziere in den niederen Rangstufen üblichen Dienst in verschiedenen Einheiten und Standorten. Zwischenzeitlich wurde er auch als Stabsoffizier verwendet. Lee wurde auch im Koreakrieg eingesetzt. Dort diente er als Zugführer in einem Bataillon der 24. Infanteriedivision. Dabei wurde er auch in Kampfhandlungen verwickelt und mit dem Orden Silver Star ausgezeichnet.
In den 1960er Jahren wurde Lee mehrfach im Vietnamkrieg eingesetzt. Für seinen dortigen Einsatz in den Jahren 1964 bis 1965 in Gefechten mit feindlichen Truppen wurde er mit dem Orden Legion of Merit geehrt. Damals bekleidete er den Rang eines Oberstleutnants. In den Jahren 1969 und 1970 war Lee erneut in Vietnam, wo er als Oberst die 196. Infanteriebrigade kommandierte und erneut mit dem Orden Legion of Merit und dem Distinguished Flying Cross ausgezeichnet wurde. Zwischenzeitlich diente er auch als Stabsoffizier in der Abteilung G3 (Operationen) im Department of the Army.
In den 1970er Jahren setzte James Lee seine militärische Laufbahn fort. Von 1974 bis 1978 war er als Chief Legislation Liaison im Stab des Heeresministeriums. Dort setzte er sich gegenüber dem Kongress für eine Stärkung des Heeres nach der für viele Militärs frustrierenden Niederlage im Vietnamkrieg ein. Anschließend war er bis 1980 Stabschef beim Allied Forces Southern Europe in Neapel, danach bis 1983 erneut Stabsoffizier im Pentagon. Im Jahr 1983 übernahm er als Nachfolger von Eugene P. Forrester das Kommando über das United States Army Western Command, eine direkte Vorläuferorganisation der späteren United States Army Pacific. Hauptquartier dieses Commands war Fort Shafter bei Honolulu auf Hawaii. Nachdem er sein Kommando im Sommer 1985 an Charles W. Bagnal übergeben hatte, ging er in den Ruhestand.
James Lee verbrachte seinen Lebensabend in seiner Geburtsstadt Wilmington. Dort nahmen er und seine Frau Jeanne Purcell am öffentlichen Leben teil. Er liebte Golf und war Mitglied zahlreicher Vereinigungen und Organisationen. Außerdem engagierte er sich in seiner dortigen Kirchengemeinde. Er starb am 11. September 2017.

## Orden und Auszeichnungen
James Lee erhielt im Lauf seiner militärischen Laufbahn unter anderem folgende Auszeichnungen:
- Silver Star
- Legion of Merit
- Distinguished Flying Cross
- Bronze Star Medal
- Air Medal
- Army Commendation Medal
- Purple Heart
- American Campaign Medal
- European-African-Middle Eastern Campaign Medal
- World War II Victory Medal
- Good Conduct Medal
- Army of Occupation Medal
- National Defense Service Medal
- Korean Service Medal
- Vietnam Service Medal
- Gallantry Cross (Südvietnam)
- United Nations Korea Medal (UN)
- Vietnam Campaign Medal (Südvietnam)
- Combat Infantryman Badge